# Teodoro Dafnopate
Teodoro Dafnopate o Dafnopata (in greco Θεόδωρος Δαφνοπάτης?; 900 circa – dopo il 960) è stato uno scrittore bizantino, vissuto nel X secolo.

## Biografia

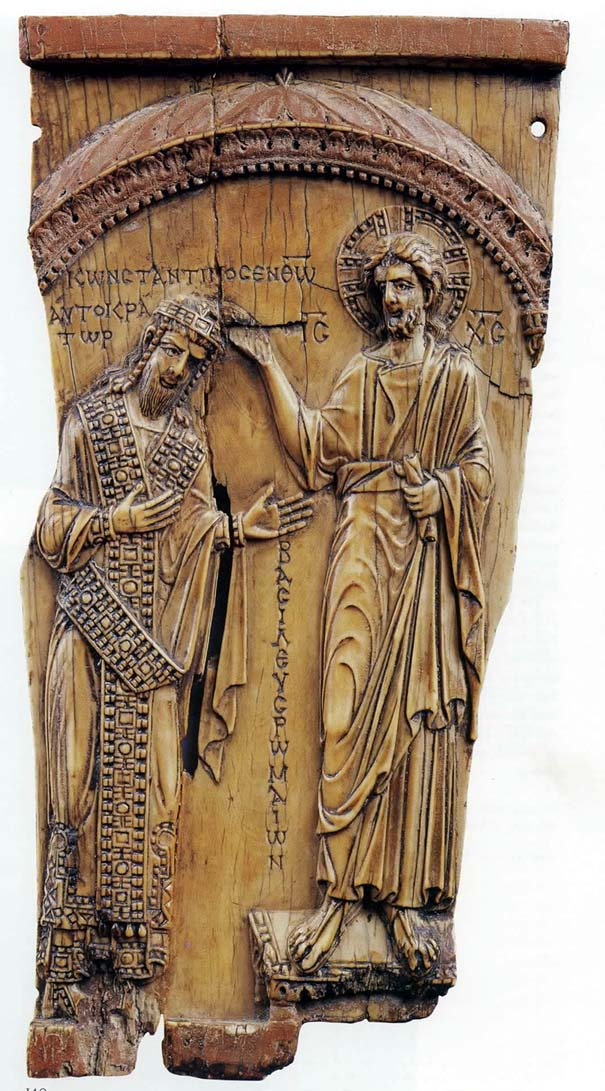
Incoronazione di Costantino VII

A partire dal 925, Teodoro fu al servizio dell'imperatore Romano I, con il rango di patrizio e la funzione di prôtoasêkrêtis (capo della cancelleria imperiale). Sembra che sia stato escluso dall'attività durante il regno di Costantino VII (945-959), probabilmente perché uomo di Romano, ma comunque mantenendo i suoi titoli.
Il suo ritorno alla politica attiva si ebbe con Romano II che, secondo la continuazione di Teofane, lo avrebbe nominato eparca preferendolo al protospatharius Sisinnio e, quindi, "poco dopo" di lui (probabilmente 960 o 961), anche se Sisinnio divenne eparca subito dopo (forse prima della morte di Romano II nel marzo 963, stando a Niceforo Foca). Tre manoscritti delle sue opere agiografiche portano il titolo di magistros, superiore a quello di patrizio, che gli fu, forse, concesso a titolo di risarcimento al momento della dimissione.

## Opere
Una collezione di 35 lettere (alcune incomplete o frammentarie) è conservata in un unico manoscritto: esse sono missive ufficiali della Cancelleria di Romano I, o su questioni teologiche, una "lettera" scritta a nome di Costantino VII a Gregorio di Nazianzo, in occasione di una traduzione di reliquie (11), lettere a Costantino VII e Romano II e, infine, a lettere private, rivolte a funzionari o ai religiosi.
Inoltre, la tradizione manoscritta attribuisce a Teodoro, con un consenso più o meno unanime, otto testi agiografici : un discorso sulla nascita di Giovanni Battista; un discorso sulla traslazione della mano di San Giovanni Battista; un Elogio di Teofane Confessore; una lode di santa Barbara; un Martirio di San Giorgio; la Vita di Teodoro Studita chiamata Vita A, un compendio di brani di Giovanni Crisostomo, in 48 capitoli; un discorso su Pietro e Paolo.
D'altra parte, Dafnopate è ritenuto da molti bizantinisti moderni come probabile autore di almeno parte del cosiddetto Teofane Continuato, in base alla testimonianza di due testi in cui egli si presenta come uno storico: la prefazione alla cronaca di Giovanni Scilitze (dove passa in rassegna i tentativi precedenti al suo di proseguire il lavoro di Teofane Confessore) e un campione contenuto in una raccolta storica dedicata alla famiglia Mélissène, conservato nel manoscritto di Berlino Phillips 1456.